# Челябинский областной театр кукол

Мемориальная доска Вольховскому В. А.

Челябинский государственный областной театр кукол имени В. Вольховского находится в Челябинске на улице Кирова в Калининском районе города.

## История
Челябинский театр кукол был создан в начале 1930-х годов Павлом и Ниной Гаряновыми. Театр ставил отдельные спектакли, которые вначале шли на сцене драматического театра. В 1935 году театру был присвоен государственный статус, а 2 октября 1935 года открылся его первый театральный сезон. Первой постановкой кукольного театра стал спектакль «Каштанка». Именно 2 октября считается днём рождения Челябинского кукольного театра.
Вначале театр не располагал отдельным зданием и размещался в Доме художественного воспитания детей, но в конце 1935 года обком партии постановил выделить для театра здание бывшей школы № 4 по улице Кирова. В 1936 году при театре начала действовать студия по подготовке актёров-кукловодов, а уже в 1937-м Челябинский кукольный театр со спектаклями «Веселый портняжка» и «Концерт марионеток» стал лауреатом Всероссийского конкурса театров кукол в Москве.
В годы Великой Отечественной войны деятельность театра была приостановлена: здание театра было отдано под госпиталь, артисты театра частично ушли на войну, оставшиеся выступали в госпиталях, на призывных пунктах и в воинских частях.
В 1950—1960-е годы театр продолжил своё развитие. В 1959 году он сменил статус с городского на областной. Репертуар театра обогатился спектаклями «Серебряное копытце», «Тигрёнок Петрик», «Кот Гусляр», «Три поросёнка», «Мальчиш-Кибальчиш», «Катькин день», «О чем рассказали волшебники», которые имели успех у зрителей.
В 1970-е годы в театре начали ставить неширмовые спектакли, в которых куклы и актёр выступали одновременно: это спектакли «Жирафёнок», «Пушок-волшебник», «Три поросёнка», «Колобок». Тогда же на сцене театра начали ставить спектакли и для взрослых: «Влюбленные боги», «Любовь и три апельсина».
В 1972 году театр разместился в отреставрированном здании на улице Кирова, в котором действует и по настоящее время.
В 1977 году главным режиссёром театра стал Валерий Вольховский, и последующие 10 лет стали «золотым веком» Челябинского кукольного театра. В 1978 году театр стал коллективным членом Международного Союза кукольных театров (УНИМА). Театр ставит детские спектакли Вольховского «Аистенок и Пугало», «Мы играем в Чебурашку», «Бука», «Золотой цыпленок», «Приключения Незнайки», «Слоненок», «Белоснежка и семь гномов» и др., а также драматические постановки Ж. Ануя, А. де Сент-Экзюпери, Б. Брехт, Н. В. Гоголя. В 1979 году спектакль «Соломенный жаворонок» имел успех на фестивале в Шарлевиль-Мезьере (Франция), а в 1985-м спектаклю «Мертвые души» присудили Гран-при и диплом за режиссуру на фестивале в городе Печ (Венгрия). В 1985 году за постановки «Карьера Артуро Уи…», «Мертвые души», «Аистёнок и Пугало» режиссёр В. Вольховский, художник Елена Луценко, актёры Виктор Голованов и Владислав Чернявский получили звания лауреатов Государственной премии РСФСР им. К. С. Станиславского.
В 1987—1989 годах главным режиссёром театра работал Михаил Хусид, благодаря которому театр поставил ряд экспериментальных спектаклей, в частности «Что было после спасения» и «Я, Фауст…», причём последняя постановка пользовалась успехом на гастролях театра в Германии.
В 1988 году было образовано творческое объединение «Чёрный театр» (Александр Борок и Сергей Плотов), которое поставило спектакли «Спокуха, Маша!» (рок-опера по повести Пушкина «Дубровский»), «Рассказы о Ленине», «Вещь» (по Д. Хармсу), «Невольные переводы из Шекспира» («ГамлЕт», «ОТеЛЛО») и ряд концертных программ и «капустников». «Чёрный театр» стал лауреатом международных фестивалей в Санкт-Петербурге, Архангельске, Рязани, Перми, Нижнем Новгороде а также пятикратным призёром Всероссийского фестиваля театральных капустников «Весёлая коза».
В 1990 году музыкальный спектакль «История любви» для пяти актрис по городским дворовым песням XX века являлся участником ряда российских и международных фестивалей и завоевал гран-при VII открытого Уральского фестиваля театров кукол, и его также показывал телеканал «Культура». В 1998 году театр выступает на Всероссийском конкурсе актёрской песни имени А. Миронова в Нижнем Новгороде.
В 2006 году театр получил название в честь Валерия Вольховского.
В октябре 2010 года театр кукол отпраздновал 75-летие со дня основания.

## Награды
- Премия Правительства Российской Федерации имени Фёдора Волкова за вклад в развитие театрального искусства Российской Федерации (27 мая 2013 года)[4]